# Rabdotamnus
Rabdotamnus (lat. Rhabdothamnus), rod gesnerijevki smješten u podtribus Coronantherinae, tribus Coronanthereae, dio potporodice Gesnerioideae.

## Etimologija
Od grčkog ράβδος, rhabdos = grančica, šiba, i θάμνος, thamnos = grm.

## Opis
Rhabdothamnus ima samo jednu vrstu, R. solandri, i raste samo na sjevernom otoku Novog Zelanda u obalnim i nizinskim umjerenim kišnim šumama, posebno na strani potoka.
To je grm visok do 2 m, razgranat, čvornovatšugav. Listovi mali, nasuprotni, peteljkasti, lamina širokojajolika do suborbikularna, grubo nazubljena, sivkastozelena s gustim indumentom. Cvjetovi aksilarni, pojedinačni, klimajući. Čašični listići jednaki, pri dnu spojeni, jajasti ili trokutasto ušiljeni, postojani. Corolla (vjenčić) narančasta s crvenim žilama, ili ciglastocrvena. Prašnika 4, niti umetnute na cjevčicu vjenčića, duge, vitke, gore uvijene; prašnici križno parni, skladni. Ovarij gornji, jajast; stil dugačak, zakrivljen; stigma neugledna, nejasno dvousna. Plod jajolika čahura, rastavljena s 4 zaliska.